# 滑桃树
滑桃树（学名：Trewia nudiflora）为大戟科滑桃树属下的一个种。